# Géza Domokos
Géza Domokos (n. 18 mai 1928, Brașov – d. 27 iunie 2007, Târgu Mureș) a fost un scriitor și om politic român de etnie maghiară. Géza Domokos a fost decorat de trei ori pentru activitatea sa în timpul regimului comunist.  A fost primul președinte al UDMR, deputat în legislatura 1990-1992, ales în județul Covasna pe listele formațiunii pe care a prezidat-o.
A fost membru al Biroului Comitetului Central al UTC (1956-1966), consilier la Comitetul de Stat pentru Cultură și Artă, apoi membru supleant al CC al PCR (1969-1984). Din 1971 a fost vicepreședintele Consiliului Național al Radio-Televiziunii, iar între anii 1969-1990 director fondator al Editurii Kriterion din București. În urma revoluției din 1989, în 22 decembrie 1989 a devenit membru în Consiliul Frontului Salvării Naționale.
A fost un susținător al autonomiei regionale, în acord cu cerințele UE.
„De scris a scris ca vechii ardeleni: fără înflorituri, sobru, exact, clar, inteligibil. Ca scriitor a fost continuator al memorialiștilor transilvăneni, în rând cu Apor Péter și Mikes Kelemen. La o primă lectură, frazele sale pot părea seci, dar sunt doar ferme. După mai mulți ani, am recitit memorialistica sa, și în timp ce metaforele frumoase și colorate ale altora s-au dovedit repede alterabile, scrierile sale parcă cresc în consistență, parcă este tot mai valabil și ceea ce a așternut pe hârtie despre dilemele politicii cotidiene. Își critică, dar nu-și insultă adversarii, încearcă să-și înțeleagă inclusiv dușmanii.”—Din discursul comemorativ rostit de Béla Markó la înmormântarea lui Géza Domokos

## Distincții
- Ordinul „Tudor Vladimirescu” clasa a III-a (4 mai 1971) „cu prilejul aniversării a 50 de ani de la constituirea Partidului Comunist Român, [...] pentru merite deosebite în opera de construire a socialismului”[3]
- Ordinul „Meritul Cultural” clasa a II-a (21 august 1979) „pentru contribuția deosebită adusă la înfăptuirea politicii Partidului Comunist Român de făurire a societății socialiste multilateral dezvoltate în patria noastră, cu prilejul celei de-a 35-a aniversări a revoluției de eliberare socială și națională, antifascistă și antiimperialistă”[4]
- Ordinul național „Serviciul Credincios” în grad de Ofițer (1 decembrie 2000) „pentru realizări artistice remarcabile și pentru promovarea culturii, de Ziua Națională a României”[5]
- Ordinul Steaua României în grad de Ofițer (2004)[2]